# Monochloramin
Monochloramin ist eine chemische Verbindung, die als Desinfektionsmittel eingesetzt wird und zur Gruppe der Chloramine bzw. Stickstoffhalogenide gehört. In reiner Form ist Monochloramin instabil und zersetzt sich bei Temperaturen von über −110 °C; ab −40 °C verläuft die Zersetzung heftig bis explosionsartig. Bei niedrigen Drücken sowie in verdünnten Lösungen ist es stabil.

## Vorkommen
Monochloramin kann durch Reaktion von Chlor mit stickstoffhaltigen Verbindungen z. B. in Schwimmbädern entstehen. Es ist, neben anderen Chloraminen, für den typischen Schwimmbadgeruch verantwortlich und kann zu Augen- und Schleimhautreizungen führen.

## Gewinnung und Darstellung
Monochloramin kann gewonnen werden durch Reaktion von Ammoniak (oder Ammoniumverbindungen) mit Hypochloriger Säure unter leicht alkalischen Bedingungen:
{\displaystyle \mathrm {NH_{3}+HClO\longrightarrow NH_{2}Cl+H_{2}O} }
Die Verwendung von Chlor ist weniger ratsam aufgrund der Bildung explosiven Stickstofftrichlorids als Nebenprodukt.
{\displaystyle \mathrm {2\ NH_{3}+Cl_{2}\longrightarrow NH_{2}Cl+NH_{4}Cl} }

## Verwendung
Monochloramin wird in geringer Konzentration in den USA als Desinfektionsmittel in Wasserversorgungssystemen als Alternative zur Chlorung eingesetzt. Des Weiteren bildet Monochloramin ein wichtiges Zwischenprodukt bei der Hydrazin-Synthese nach dem Raschig-Verfahren. Monochloramin bildet mit Phenolen in Anwesenheit eines Katalysators blaue Indophenolfarbstoffe, was als Nachweis genutzt werden kann.

## Sicherheitshinweise
Monochloramin ist giftig für bestimmte Fischarten.